# Сырейщиков, Евгений Борисович
Евгений Борисович Сырейщиков (1757—1790) — русский педагог, филолог, писатель и переводчик философской и этической литературы, экстраординарный профессор Императорского Московского университета.

## Биография
Происходил из дворян. С 1763 года учился на казённом коште в университетской гимназии, откуда в 1770 году был произведён в студенты Московского университета; занимался под руководством своего родственника, профессора А. А. Барсова. В 1771 году окончил курс философского факультета с отличием и был оставлен при университета для работы в качестве переводчика.
Был назначен 11 сентября 1779 года преподавателем правил российского слога и славянского языка, а также логики и нравственности в университетской гимназии. Был удостоен звания экстраординарного профессора логики и нравоучения. Был редактором «Московских ведомостей».
В начале 1780-х годов он входил в масонскую ложу «Озирис».
В связи с его назначением 22 мая 1784 года в комиссию об устройстве народных училищ оставил Московский университет и переехал в Петербург. Стал одним из сотрудников Ф. И. Янковича де Мириево по подготовке учителей и составлению учебников для народных школ. В организованной Янковичем учительской семинарии Сырейщиков преподавал русский и славянский языки, русскую словесность, логику, этику.
Был также редактором журнала «Растущий виноград», в котором главным образом сотрудничали ученики учительской семинарии. В журнале были напечатаны некоторые переводы его из Тацита. Занимался составлением учебников. Им были составлены: «Краткая российская грамматика в пользу юношества» (Москва, 1793), «Краткая российская грамматика, изданная для народных училищ», выдержавшая 7 изданий (СПб., 1787—1805). Напечатаны две его речи: «Слово на высокоторжественный день рождения Импер. Екатерины II, произнесенное в публичном университетском собрании 24 апреля 1780 г.» (М., 1780) и «Речь о пользе нравоучения при воспитании юношества, произнесенная в университетском собрании 30 июня 1783 г.» (М., 1783).
Из переводов Сырейщикова были напечатаны: «Открытое зеркало для всех, или редкое чудо нынешнего века, о свойствах дружества», соч. Карачкиоли, с французского (М., 1775); «Опыт истолкования гиероглифов и надписей, находящихся на некоторых древних монетах», соч. Ивана Коха, с латинского (СПб., 1788.); «Крестьянка-философка, или приключения графини М. А. Де-Румие», с немецкого (М., 1767 г., изд. 2-е — 1788 г.); «Опыт изъяснения свингов» соч. И. Коха, с латинского (СПб., 1798 г.).